# Pseudothyridium violaceipes
Pseudothyridium violaceipes är en skalbaggsart som beskrevs av Ohaus 1905. Pseudothyridium violaceipes ingår i släktet Pseudothyridium och familjen Rutelidae. Inga underarter finns listade i Catalogue of Life.